# Tarsocera namaquensis
Tarsocera namaquensis är en fjärilsart som beskrevs av Lajos Vári 1971. Tarsocera namaquensis ingår i släktet Tarsocera och familjen praktfjärilar. Inga underarter finns listade i Catalogue of Life.